# Heteropterys
Heteropterys là một chi thực vật có hoa trong họ Malpighiaceae.

## Hình ảnh

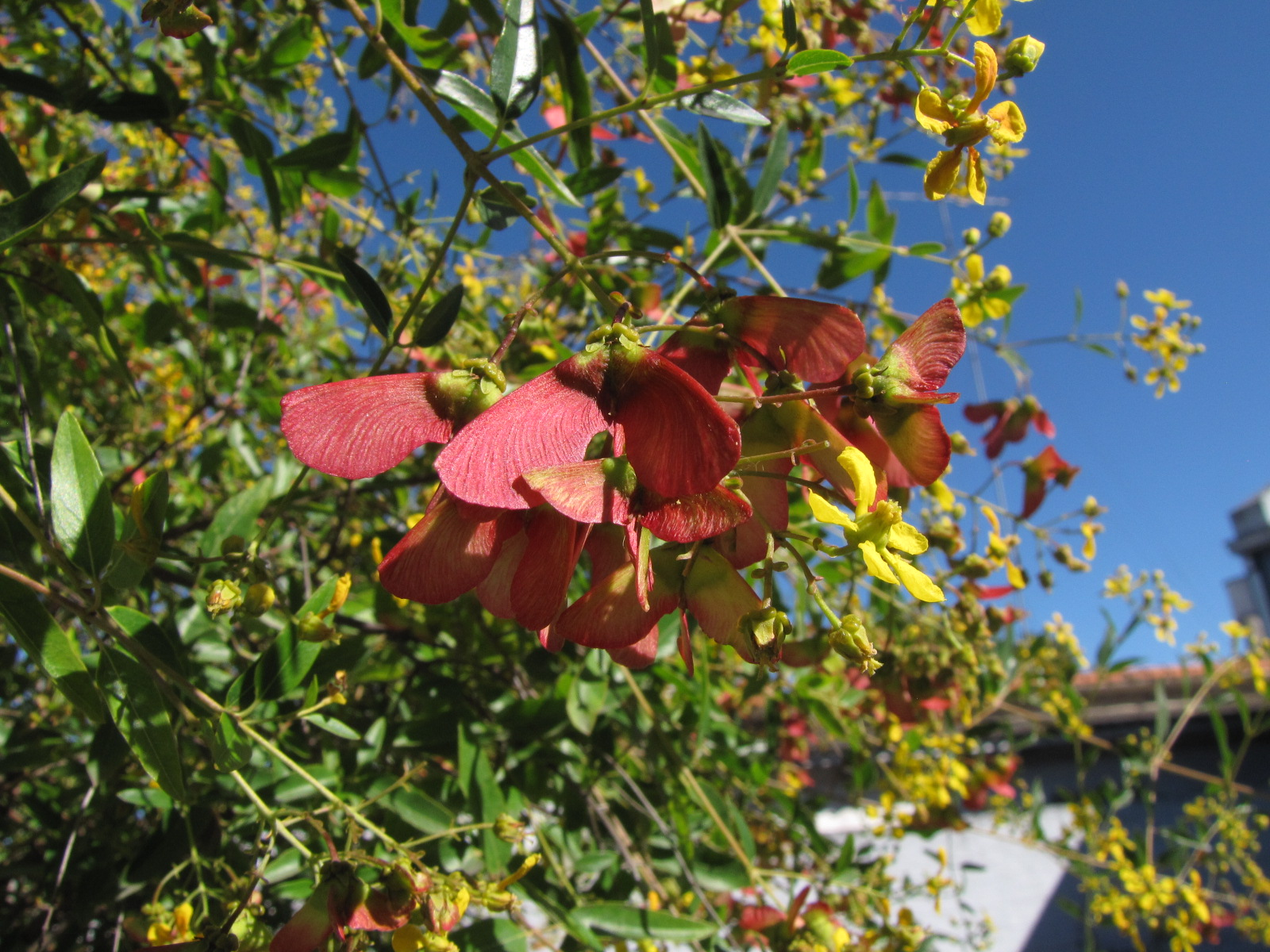

## Loài
Chi Heteropterys gồm các loài: